# بيبيتو مانالوتو
بيبيتو مانالوتو (بالتاغالوغية: Pepito Manaloto)‏ هو مسلسل تلفزيوني كوميدي فلبيني تم بثه على جي إم أي الشبكة في عام 2010.

## روابط خارجية
- بيبيتو مانالوتو على موقع IMDb (الإنجليزية)
- بيبيتو مانالوتو على موقع قاعدة بيانات الفيلم (الإنجليزية)